# سلفونيل

مجموعة السلفونيل الوظيفية (بالأزرق) هي المكون الأساسي في مركبات السلفون.

سلفونيل في الكيمياء هي مجموعة وظيفية توجد بشكل أساسي في مركبات السلفون أو إلى المستبدل الذي يحصل عليه من حمض السلفونيك عن طريق إزالة مجموعة هيدروكسيل. يمكن التعبير عن مجموعة السلفونيل الصيغة العامة R-S(=O)2-R'، مه وجود رابطتين مضاعفتين بين الكبريت والأكسجين.
يمكن اختزال مجموعات السلفونيل إلى هيدروكربونات باستخدام هيدريد ألومنيوم الليثيوم LiAlH4.

## أمثلة على مركبات حاوية على مجموعة سلفونيل
| اسم المجموعة | الاسم الكامل                           | الاختصار | مثال                                                       |
| ------------ | -------------------------------------- | -------- | ---------------------------------------------------------- |
| توسيل        | باراسلفونيل التولوين                   | Ts       | كلوريد التوسيل (بارا-كلوريد سلفونيل التولوين) CH3C6H4SO2Cl |
| بروسيل       | بارا-سلفونيل بروم البنزين              | Bs       |                                                            |
| نوسيل        | سلفونيل 2 أو 4-نترو البنزين            | Ns       |                                                            |
| ميسيل        | سلفونيل الميثان                        | Ms       | كلوريد الميسيل (كلوريد سلفونيل الميثان) CH3SO2Cl.          |
| تريفليل      | سلفونيل ثلاثي فلورو الميثيل            | Tf       |                                                            |
| دانسيل       | 5-(ثنائي ميثيل أمينو)نفثالين-1-سلفونيل | Ds       | كلوريد الدانسيل                                            |